# Bessam
Cheikh El Khalil Moulaye Ahmed, más conocido como Bessam (en árabe: شيخ مولاي أحمد‎; Zouérat, Mauritania; 4 de diciembre de 1987), es un futbolista de Mauritania que juega en la posición de delantero y que actualmente juega en el FC Nouadhibou de la Liga mauritana de fútbol.

## Carrera

### Club
| Periodo   | Club            |
| --------- | --------------- |
| 2013–2014 | ACS Ksar        |
| 2014–2015 | JS Kabylie      |
| 2015–2016 | CS Constantine  |
| 2016–2017 | Al Ansar Beirut |
| 2017–2018 | Al-Ahly Tripoli |
| 2018      | FC Nouadhibou   |
| 2018–2019 | AS Gabès        |
| 2019–2020 | Khaleej Club    |
| 2020–     | FC Nouadhibou   |

### Selección nacional
Jugó para Mauritania de 2013 a 2021 donde anotó 12 goles en 59 partidos, siendo el goleador histórico de Mauritania. Participó con la selección nacional en el Campeonato Africano de Naciones de 2014 donde anotó dos goles ante Gabón; y en la Copa Africana de Naciones de 2019, retirándose en la Copa Árabe de la FIFA 2021 donde anotó un gol ante Benín.

## Logros
- Liga mauritana de fútbol: 4

, 2017/18, 2019/20, 2020/21, 2021/22
- Copa de Mauritania: 2

2013/14, 2017/18
- Supercopa de Mauritania: 2

2014, 2018
- Copa de Líbano: 1

2016/17